# Ochodaeus quadridentatus
Ochodaeus quadridentatus es una especie de coleóptero de la familia Ochodaeidae.

## Distribución geográfica
Habita en Transvaal en (Sudáfrica).